# Linum gracile
Linum gracile är en linväxtart som beskrevs av James Edward Smith och Jules Émile Planchon. Linum gracile ingår i släktet linsläktet, och familjen linväxter. Inga underarter finns listade i Catalogue of Life.